# Horacio Lalia
Horacio Lalia (né en 1941) est un auteur de bande dessinée argentin actif depuis le milieu des années 1960.
Il a notamment co-créé avec la scénariste Héctor Germán Oesterheld la série gothique Nekrodamus, qu'il a poursuivie seul jusqu'en 1998 et adapté de nombreux récits littéraires en bande dessinée.
Il dirige une école de bande dessinée en Argentine.

## Publications en français
- Lovecraft (d'après H. P. Lovecraft), Albin Michel :

1. Le Grimoire maudit, 1998.
2. Le Manuscrit oublié, 2000.
3. La Couleur tombée du ciel, 2003.

- Belzarek (dessin), avec Gustavo Schimpp (scénario), Albin Michel :

1. Au nom du père, 1999.
2. La Messagère de l'Enfer, 2000[2].

- Le Chat noir (d'après Edgar Allan Poe), Albin Michel, 1999.
- Les Cauchemars de Lovecraft : l'Appel de Chtulhu et autres récits de terreur (d'après H. P. Lovecraft), Glénat, 2014.